# MV Tampa
MV Tampa — грузовое судно, ролкер-контейнеровоз. Построен в 1984 году на верфи Hyundai Heavy Industries в Южной Корее. Принадлежит норвежской компании Wilhelmsen Lines Shipowning. 

## История

### «Дело Тампы»
В августе 2001 года при капитане корабля Арне Риннане между Австралией, Норвегией и Индонезией разгорелся дипломатический скандал после того, как MV Tampa спасла 433 афганcких беженцев (в основном, хазарейцев) и 5 членов экипажа с гибнущего рыболовецкого судна в международных водах. 
Афганцы хотели попасть на соседний австралийский остров Рождества. Однако австралийское правительство Джона Говарда стремилось предотвратить это и отказало Тампе во входе в австралийские воды, настаивая на высадке беженцев в другом месте. Когда Тампа вошла в австралийские воды, премьер-министр приказал, чтобы на корабль высадился австралийский спецназ. Это вызвало нарекания со стороны правительства Норвегии, которое заявило, что правительство Австралии не выполнило свои обязательства перед терпящими бедствие моряками в соответствии с международным правом ООН. В течение нескольких дней правительство Австралии внесло в палату представителей Законопроект о защите границ, заявив, что закон подтвердит суверенитет Австралии, «который определит, кто будет въезжать и проживать в Австралии». Правительство ввело т.н. «Тихоокеанское решение», в соответствии с которым лица, ищущие убежища, будут доставляться для рассмотрения их статуса беженца в Науру, а не в Австралию. Во время инцидента Тампа перевозила груз на сумму $20 млн, на ней находилось 27 членов экипажа.
Впоследствии экипаж Тампа получил премию Нансена за 2002 год от Верховного комиссара Организации Объединенных Наций по делам беженцев (УВКБ) за их усилия по соблюдению международных принципов спасения людей, терпящих бедствие на море.

### Операция по контрабанде кокаина
В октябре 2006 года MV Tampa стал одним из двух кораблей Wilhelmsen Lines Shipowning, участвовавших в операции по контрабанде кокаина, перехваченной Таможенной службой Новой Зеландии и Австралийской федеральной полицией. 27 кг кокаина были прикреплены к борту двух грузовых кораблей, направлявшихся в Австралию, в специально изготовленных металлических контейнерах. Однако власти Новой Зеландии заявили, что не считают, что экипаж или владельцы корабля были замешаны в этом.